# Јагуплије
Јагуплије су насељено место у општини Брестовац, у западној Славонији, Република Хрватска.

## Историја
До нове територијалне организације налазило се у саставу бивше велике општине Славонска Пожега.

## Становништво
Насеље је према попису становништва из 2011. године имало 137 становника.
| Националност       | 1991.        |
| Хрвати             | 197 (96,09%) |
| Срби               | 4 (1,95%)    |
| Југословени        | 1 (0,48%)    |
| остали и непознато | 3 (1,46%)    |
| Укупно             | 205          |